# 镇痛药
镇痛药（analgesic）又称止痛药（antalgic，pain reliever，painkiller），是指能提高痛阈且选择性地缓解疼痛的药物，但其不会影响神经传递，也不会影响感官认知或让人丧失意识。由于麻醉药或镇静药也有减轻疼痛的作用，所以前述镇痛药定义是为了表述与后两者有所区别。
镇痛药通过不同机理作用于中枢和周围神经系统，对痛觉中枢有选择性抑制作用，但对其他感觉中枢很少影响。

## 语源
术语 analgesic 源自古希腊语 ἀν-（an-, without）“没有”之义，和 ἄλγησις（álgēsis, sense of pain）“痛觉”之义。
术语 antalgic 也源自古希腊语 ἀντι-（anti-, against）“对抗”之义，和 ἄλγος（álgos, pain）“疼痛”之义，以及 -ικός（-ikós, -ic）表示“…的，与…有关”形容词后缀。

## 適用時機
这些药物一般适用于各种劇痛，不宜长期用，药物包括对乙酰氨基酚、非類固醇消炎止痛藥（NSAIDs，如水杨酸盐）及鴉片類藥物（如曲馬多及吗啡）等。其他非镇痛药也被用于神經性疼痛的症状，如三环类抗抑郁药和抗癫痫药。

## 另見
- 麻醉药品